# Kokusai Ku-8
Der Kokusai Ku-8 (jap. 国際 ク8 四式特殊輸送機, Kokusai Ku-8 Yonshiki Tokushū Yusōki, dt. „Typ 4-Spezialtransporter“, Alliierter Codename: Gander bzw. Goose) war ein japanischer Lastensegler der Heeres-Luftstreitkräfte aus dem Zweiten Weltkrieg. Der Erstflug als Lastensegler fand im Juni 1942 statt. Er ist der einzige Lastensegler, der vom Japanischen Kaiserreich im Zweiten Weltkrieg eingesetzt wurde.

## Geschichte

### Entstehung
Ende der 1930er war das Kaiserlich Japanische Heer auf der Suche nach Transportflugzeugen und ließ unter anderem vom Flugzeughersteller Nippon Kokusai Kōkū Kōgyō die zweimotorige Kokusai Ki-59 entwickeln, die im Juni 1939 ihren Erstflug hatte. Als im Dezember 1940 das Heer mit der Aufstellung einer eigenen Fallschirmtruppe begann, wurde zusätzlich zu den Transportflugzeugen dringend Lastensegler benötigt. Zu diesem Zweck wurde im Dezember 1941 eine Ki-59 zum Lastensegler mit der Bezeichnung Kokusai Ku-8 umgerüstet. Die Flügelspannweite wurde auf 23,20 m erweitert und das Fahrwerk durch kleinere Räder und Kufen ersetzt. Dieser Ku-8-I betitelte Segler bildete die Ausgangsbasis für die Ku-8-II, den einzigen Lastensegler, der von Japan im Zweiten Weltkrieg eingesetzt wurde. Er konnte neben den zwei Piloten 18–20 Soldaten oder ein Gebirgsgeschütz transportieren.
Die Lastensegler wurden dem 1. und 2. Gleiter-Infanterie-Regiment der Dai-1 Teishin Shūdan (1. Luftsturmdivision) unterstellt. Jedes Gleiter-Infanterie-Regiment verfügte über drei Transport-Kompanien, die jeweils mit neun Transportflugzeugen Typ 100 Topsy und neun Ku-8 Typ 4-Gandern ausgerüstet waren.
Bis zum Kriegsende im August 1945 wurden ca. 700 Ku-8 gefertigt.

### Einsätze
Der Ku-8 wurde wahrscheinlich nie in einem Kampfeinsatz verwendet. Während der Rückeroberung der Philippinen durch die Alliierten setzte das japanische Heer die Ku-8 zwischen Mai und Oktober 1944 zu Versorgungszwecken auf Luzon ein. Nach der Landung verblieben die Lastensegler und ihre Besatzungen auf Luzon.
Nach dem misslungenen Angriff der Giretsu-Kūteitai-Spezial-Luftlandeeinheit auf die US-Flugplätze auf Okinawa im Mai 1945, bei der alle eingesetzten Fallschirmjäger getötet worden waren, plante die japanische Führung weitere, ähnliche Operationen. Einige Monate später sollten erneut die Flugfelder auf Okinawa angegriffen werden. Dabei sollten zwölf Geländewagen Typ 95, bewaffnet mit 2-cm-Maschinenkanonen Typ 98, mit Ku-8-Gleitern abgesetzt werden. Anfang August 1945 wurde die Einheit auf den Flugplatz Fussa in der Nähe von Tokio verlegt, die Ausführung der Operation für Ende August geplant. Es kam jedoch nie zur Ausführung, da Japan am 15. August 1945 seine Absicht bekannt gab, zu kapitulieren.

## Technik
Während bei dem experimentellen Lastensegler Kokusai Ku-7 doppelte Leitwerksträger eingesetzt wurden, um eine große Hecktür einzusetzen, wurde beim Ku-8 ein aufklappbares Bugteil konstruiert. Der Ku-8 war, wie die Kokusai Ki-59, ein Schulterdecker, der in Gemischtbauweise produziert wurde. So bestanden die Tragflächen aus Holz und der Rumpf aus einem Stahlrohrgerüst, beides war mit Stoff bespannt. Als Last konnten 18 bis 20 voll ausgerüstete Soldaten oder eine adäquate Fracht wie z. B. ein Typ 94 75-mm-Gebirgsgeschütz aufgenommen werden.

## Technische Daten

Ku-8-II

| Kenngröße             | Daten              |
| --------------------- | ------------------ |
| Besatzung             | 2 (Pilot, Copilot) |
| Passagiere            | 18–20 Soldaten     |
| Länge                 | 13,31 m            |
| Spannweite            | 23,20 m            |
| Leermasse             | 2880 kg            |
| Startmasse            | 3500 kg            |
| Höchstgeschwindigkeit | 224 km/h           |
| Reichweite            | 300 km             |